# Kassikuiv
Kassikuiv ist eine unbewohnte Insel, zehn Meter von der größten estnischen Insel Saaremaa entfernt. Die Insel liegt in der Landgemeinde Saaremaa im Kreis Saare. Sie gehört zum Nationalpark Vilsandi.
Kassikuiv ist 30 Meter lang und 25 Meter breit.